# Selca
 Ovo je glavno značenje pojma Selca. Za druga značenja pogledajte Selca (razdvojba).
Selca su naselje na istočnom dijelu otoka Brača i municipalno središte Općine Selca, kojoj još pripadaju naselja: Novo Selo, Sumartin, Povlja, Selački zaseoci (Nagorinac, Nakal, Osridke, Podsmrčevik, Nadselo) i Puntinak.

## Zemljopis
Selca su smještena na visoravni brda Pliša, na istočnom dijelu otoka Brača.

## Stanovništvo
U Selcima živi nešto manje od 1000 stanovnika, a velik broj Selčana preko zime je u Splitu: bilo na školovanju, bilo na poslu.

### Popis 2011.
Prema popisu stanovništva iz 2011. godine, Općina Selca ima 1804 stanovnika. Većina stanovništva su Hrvati s 97,17 %, a po vjerskom opredijeljenju većinu od 94,79 % čine pripadnici katoličke vjere. Samo naselje Selca ima 846 stanovnika.
| broj stanovnika | 1736  | 2144  | 2512  | 3161  | 3951  | 4004  | 3515  | 3153  | 2765  | 2778  | 2600  | 2312  | 2221  | 2333  | 1977  | 1804  | 1613  |
|                 | 1857. | 1869. | 1880. | 1890. | 1900. | 1910. | 1921. | 1931. | 1948. | 1953. | 1961. | 1971. | 1981. | 1991. | 2001. | 2011. | 2021. |

| broj stanovnika | 766   | 987   | 1107  | 1438  | 1780  | 1988  | 3515  | 1571  | 1264  | 1266  | 1232  | 1135  | 1081  | 1117  | 952   | 846   | 692   |
|                 | 1857. | 1869. | 1880. | 1890. | 1900. | 1910. | 1921. | 1931. | 1948. | 1953. | 1961. | 1971. | 1981. | 1991. | 2001. | 2011. | 2021. |

## Povijest
Selca se prvi put spominju u dokumentu Povaljskoj listini iz 1184. godine.
U početku su Selca bila izrazito pastirsko naselje pa su kao i Povlja pripadala župi u Gornjemu Humcu. Zahvaljujući kamenoklesarstvu kasnije su se naglo podigla. To je uzrokovalo i crkvenu reorganizaciju pa su 1720. postala kapelanija, a 1815. godine posebna župa. Isprave bilježe da su Selca 1678. godine imala 124 stanovnika, a 1763. već 400. Malena crkvica posvećena svetom Anti u koju je moglo stati tek oko 20 osoba kasnije je proširena. Dograđivale su se i seoske kućice, pa je naselje poprimilo oblik razvijenoga gospodarskog središta na istočnoj strani Brača. U Selcima je muška osnovna škola osnovana 1859. godine.
Najveća tragedija u povijesti Selaca je bila 9. kolovoza 1943., kad su talijanski fašistički okupatori zapalili Selca i još 6 bračkih mjesta. Mjesto Selca je gorjelo tri dana i tri noći i od te tragedije se nikad nisu oporavila. Ovaj zločin nije prošao nezapažen ni neosuđen ni kod Talijana, tako da su i neki talijanski pjesnici osudili ovu tragediju
Tragedija nikad dosad nije bila posebno obilježavana. Tek je Croatia rediviva: Ča, Kaj, Što – baštinski dani 2008. organizirala taj skup u sjećanje na tu katastrofu, a 9. kolovoza 2008. je predviđeno postavljanje spomen-ploče na tu tragediju.

## Poznate osobe
- Celestin Bezmalinović, (1912. – 1993.), biskup hvarsko-bračko-viški
- Matej Bencúr (Martin Kukučín), (1860. – 1928.), pokretač slovačkog književnog realizma, živio u Selcima gdje se i oženio Pericom Didolić, u svojem najpoznatijem djelu Dom u strani portretirao Selca
- Niko Bezmalinović, hrv. gospodarstvenik i diplomat
- Nikola Bezmalinović (Nick Bez), hrv. industrijalac u SAD i američki političar
- Hijacint Bošković, (1900. – 1947.), dominikanac, filozof slobode, među prvim je europskim misliocima kritizirao ideologiju naci-fašizma; svojim kritičkim napisima utjecao na nadbiskupa zagrebačkoga Alojzija Stepinca
- Marija Brida, (1912. – 1993.), filozofkinja slobode
- Niko Carević, hrv. liječnik
- Tomo Didolić mlađi, (1844. – 1907.), zastupnik u Dalmatinskom saboru i prvi načelnik Općine Selca
- Helena Gamulin-Brida, hrv. biologinja mora
- Zlatan Jakšić,  (1924. – 2007.), profesor na Filozofskom fakultetu u Zadru, jedan od najvećih hrv. čakavskih pjesnika
- Neva Kežić, (1948. - 2010.), hrv. pjesnikinja, pisala uglavnom na čakavskom
- Ante Nižetić, (1924. - 2007.), hrv. čakavski pjesnik
- Siniša Vuković, (1973.), hrv. književnik,  jezikoslovac, skladatelj i dirigent
- Andro Štambuk, (1913. – 1955.), pomoćni biskup hvarsko-bračko-viški, vjerski brinuo o izbjeglom narodu u El-Shatu, žrtva poratnog komunističkog nasilja, posvetio crkvu Krista Kralja u Selcima u kojoj je i pokopan, ispred oltara
- Davor Štambuk, hrv. karikaturist[9]
- Drago Štambuk, (1950.), liječnik, pjesnik, esejist i diplomat; autor i promicatelj "zlatne formule hrvatskoga jezika ča-kaj-što"; utemeljitelj svehrvatske jezično-pjesničke smotre "Croatia rediviva ča-kaj-što" 1991.
- Ivan Štambuk, (zvan Ivulić), (1911. – 1971.), filantrop i dobročinitelj, pučki tribun, načelnik općine Selca (1939. – 1943.) obnovitelj spaljenih Selaca, otac književnika i diplomata Drage Štambuka
- Nives Štambuk Giljanović, (1947.) stručnjakinja za vode Dalmacije, znanstvenica i redoviti profesor Medicinskog fakulteta u Splitu; značajne knjige: Vode Dalmacije (sveučilišni udžbenik), Vode Cetine, Vode Neretve
- Slavko Štambuk, kanonik, pisac župske kronike, veliki doprinos gradnji crkve Krista Kralja
- Slobodan Štambuk, (1941.), hvarsko-bračko-viški biskup
- Vjenceslav Štambuk, poduzetnik, osnivač prve Dalmatinske zadruge, život posvetio gradnji crkve Krista Kralja
- Andro Ursić, rkt. svećenik, crkveni dužnosnik i publicist

## Spomenici i znamenitosti
Selca su poznata diljem Hrvatske i po svojim spomenicima velikanima. U Selcima se nalazi spomenik Lavu Nikolajeviču Tolstoju, prvi u svijetu, jer je podignut malo poslije piščeve smrti.
Mjesna župna crkva Krista Kralja trobrodna je bazilika građena u neoromaničkom stilu i sa svojih 45 metara najviša je crkva na dalmatinskim otocima. Zbog njene ljepote i impresivnosti nazivaju je Bračkom katedralom (prema nadbiskupu Franji Kuhariću, pri misnom slavlju Gospe od Karmela, 16. srpnja 1987.).
U apsidi crkve Krista Kralja nalazi se kip Srca Isusova, rad proslavljenoga hrvatskoga kipara Ivana Meštrovića. Umjetnik je 1956. godine gipsani model poklonio Selčanima, a oni su od topovskih čahura prikupljenih uokolo mjesta (zaostalih iz Drugoga svjetskoga rata) izlili Meštrovićev kip u broncu.
Kraj crkve Krista Kralja podignut je spomenik papi Ivanu Pavlu II., djelo kipara Kuzme Kovačića. Prvi je spomenik ovom papi u Europi u prirodnoj veličini. Papa je prikazan i kao pjesnik.
U blizini papina spomenika, nalazi se skupina kipova - poprsja prvog predsjednika RH dr Franje Tuđmana te iskrenih boraca za priznanje Hrvatske 1991., bivših ministara vanjskih poslova SR Njemačke Hansa Dietricha Genschera i Austrije Aloisa Mocka.
- Crkva Gospe od Karmela
- Crkva Krista Kralja
- Crkva sv. Nedjelje
- Kuća Štambuk-Paloc
- Kula Vusio

## Obrazovanje
- Osnovna škola "Selca"

## Kultura
U Selcima je 1888. godine osnovano društvo "Hrvatski sastanak", koje je djelovalo do polovice XX. vijeka. Revitalizirano je 1988. godine o 100. obljetnici utemeljenja, te otada nosi ime "Hrvatski sastanak 1888". Društvo je revitalizirao Sinaj Bulimbašić, koji je bio dugogodišnji njegov predsjednik. Zamijenio ga je Juro Štambuk Čiča, a danas je predsjednik Ivan Marijančević. 
U okviru KUD-a djelovala je muška klapa "Selca", ženske klape "Fjorin" i "Mirula", te mandolinski orkestar. Obnovom Društva osnovana je i limena glazba čije je službeno ime Puhački orkestar KUD-a "Hrvatski sastanak 1888", a dva je desetljeća na njegovom čelu bio maestro Dragan Smiljan, koji je i obučio same glazbare. Danas je dirigent Puhačkog orkestra Siniša Vuković. Predsjednik Puhačkog orkestra od prvog dana je Bruno Štambuk.
U okviru župske zajednice djeluje i mješoviti pjevački Zbor Krista Kralja, koji je 1996. godine pokrenuo Siniša Vuković, njegov dirigent i danas. Glas o Selcima ovaj je zbor pronosio diljem zemlje i inozemstva (Italija, Francuska, Austrija, Poljska, Slovačka, Mađarska...). Zbor Krista Kralja snimio je kompletno glagoljaško pjevanje mjesta na trostrukom nosaču zvuka "Ispovid'te se", koji je 2008. godine objavila splitska izdavačka kuća "Verbum". Orguljaš tijekom bogoslužja u crkvi je Pero Bošković.
Župna crkva posvećena je Kristu Kralju (slavi se zadnje nedjelje prije Došašća), a nad župom bdije nebeska zaštitnica Gospa Karmelska (Gospa Škapularska ili Gospa od Karmena), čiji se blagdan svetkuje 16. srpnja.
Župnik u Selcima je velečasni don Jakša Rubinić, podrijetlom iz Vrisnika na otoku Hvaru.
Godine 1991. pjesnik, liječnik i diplomat, dr. Drago Štambuk, utemeljio je svehrvatsku pjesničku manifestaciju "Croatia rediviva" koja protežira sva tri hrvatska jezika: čakavski, kajkavski i štokavski. Manifestacija se održava na središnjem mjesnom trgu, Pijaci, početkom kolovoza, i na njoj su nastupili neki od najvećih hrvatskih pjesnika (Dragutin Tadijanović, Vesna Parun, Slavko Mihalić, Tonko Maroević, Luko Paljetak, Jakša Fiamengo, Joško Božanić...). Nakon pjesničkog maratona utemeljitelj priredbe Drago Štambuk kruni maslinovim vijencem jednog od pjesnika, te on time postaje "poeta oliveatus", a nekoliko stihova oliveata kleše se u kamenu ploču i postavlja na "Zid od poezije".
Neko vrijeme u Selcima je djelovala dramska skupina "Mirina", koja je svoje predstave temeljila na lokalnim temama i čakavštini, a nekoliko je godina organizirala i selačke karnevalske svečanosti (Selaški krnovaj).

## Šport
Više desetljeća u Selcima djeluje nogometni klub Takmac.

## Vanjske poveznice
- www.selca.hr